# Fotokomiks

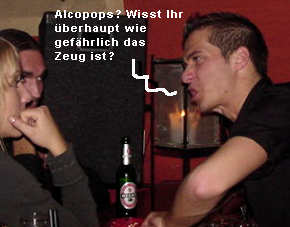
Obrázek z německého fotokomiksu Stufenfestdrama

Fotokomiks nebo fotografický komiks je chronologická řada fotografií podobná jednotlivým snímkům filmu, které jdoucí za sebou tvoří děj a obsahují případný doprovodný text v cílených sekvencích. Dohromady vytvářejí celek, nejčastěji příběh. Jednomu obrázku, který většinou zachycuje jeden okamžik, se v komiksové terminologii říká panel.
V komerční fotografii je dnes fotokomiks pravděpodobně umírajícím žánrem. První fotokomiksy se objevily poprvé v roce 1940 ve střední Itálii a stal se z nich dlouhodobý hromadný jev nesčetných projevů. Existovaly například literární fotokomiksy, které byly založeny na klasické světové literatuře, jako jsou Snoubenci od Alessandra Manzoniho nebo Bídníci Victora Huga. Zvláště v románských zemích se během sedmdesátých let italské fotokomiksy velmi rozšířily, obzvláště produkty firmy "Lancio" z Říma. Ta vyprodukovala téměř devět milionů kusů za měsíc pod různými názvy. Překlady – nebo lépe řečeno "dabingy" – do španělštiny, francouzštiny a do němčiny stejný příběhů vycházely s časovou prodlevou. Herečky jako Sofia Lorenová, Gina Lollobrigida, Silvana Mangano a mnoho dalších na začátku své kariéry pracovalo pro fotoromány.
Fotokomiks se objevoval v časopise Bravo, obvykle v podobě sladkobolného příběhu z období dospívání mladých. Německý satirický časopis Titanic zveřejňuje obvykle fotokomiksy s portréty politických osobností.
V době internetu fotokomiks znovu ožívá. Často ve formě prací studentů na internetových stránkách. Příležitostně také na osobních stránkách se všemi druhy fotografii spolu s obrázkovou knížkou. Profesionálně se fotorománům a komiksům věnuje na internetu jen velmi málo. U většiny fotokomiksů se objevují inscenace, kde jsou příběhy vyprávěné postavou hračky.

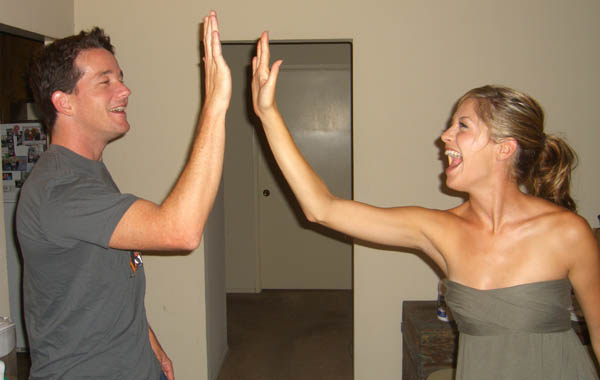
"Nahoru."
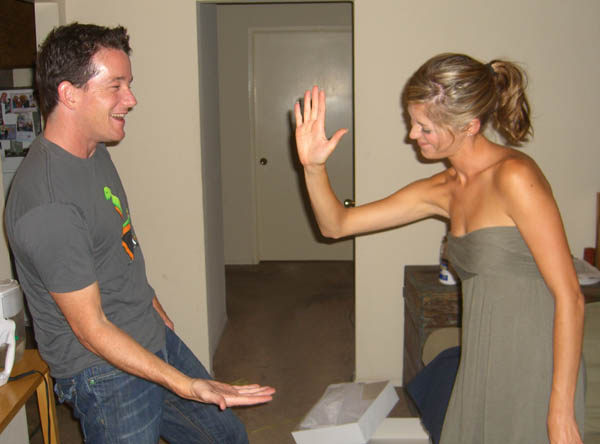
"Dolů."
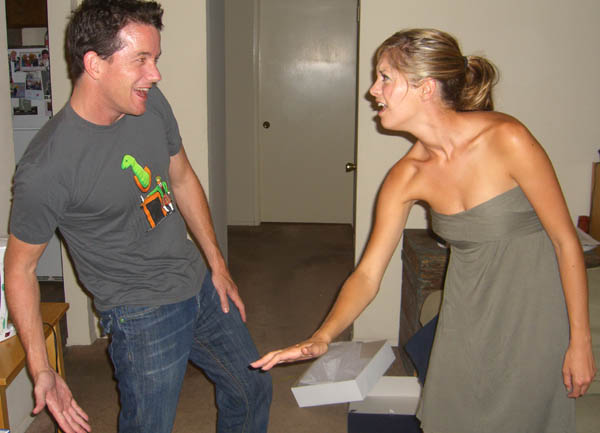
Oběť mine...
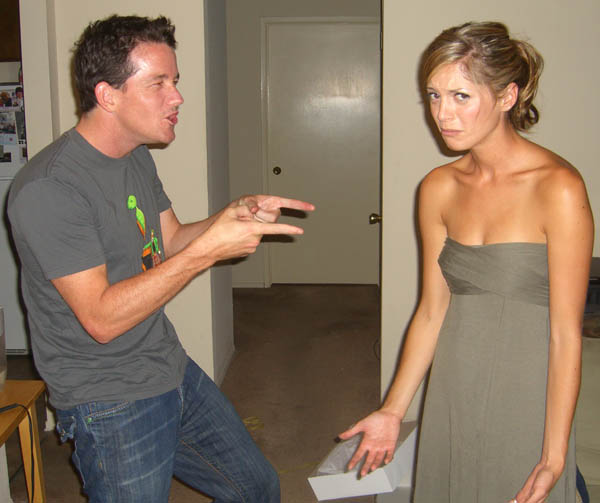
"Příliš pomalu!"